# Молетський район
Молетський район (лит. Molėtų rajono savivaldybė) — муніципалітет районного рівня на сході Литви, що знаходиться у Утенському повіті. Адміністративний центр — місто Молетай.

## Географія
Район лежить на Аукштайчяйській височині, найвища точка — 228 м над рівнем моря. Середня температура січня -4.5 °C і липня 17,0 °C. Протягом року випадає 650 мм опадів. Ліси покривають 28,6 % району. Найважливіші мінерали — пісок і гравій.

## Адміністративний поділ та населені пункти

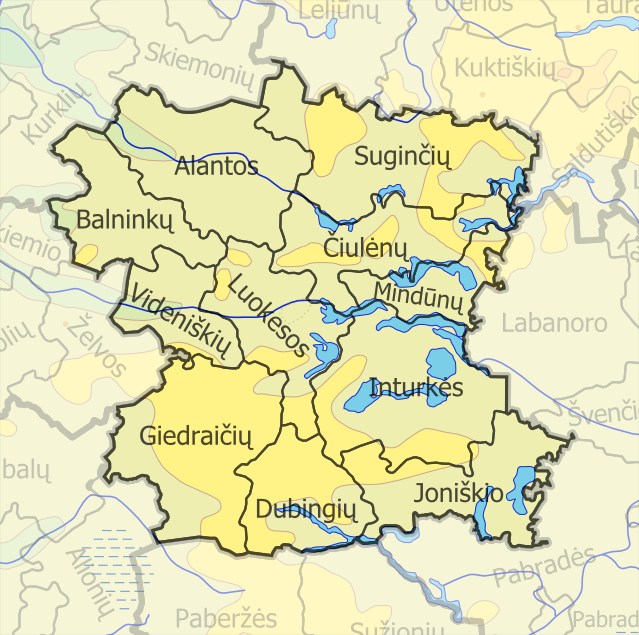
Староства Молетського району

Район включає 11 староств:
- Алантське (лит. Alantos seniūnija; Аланта)
- Балнинкайське (лит. Balninkų seniūnija; Балнинкай)
- Чюленяйське (лит. Čiulėnų seniūnija; Толеяй)
- Дубингяйське (лит. Dubingių seniūnija; Дубингяй)
- Гедрайчяйське (лит. Giedraičių seniūnija; Гедрайчяй)
- Інтуркеське (лит. Inturkės seniūnija; Інтурке)
- Йонішкіське (лит. Joniškio seniūnija; Йонішкіс)
- Луокесоське (лит. Luokesos seniūnija; Молетай)
- Міндунайське (лит. Mindūnų seniūnija; Міндунай)
- Сугинчяйське (лит. Suginčių seniūnija; Сугинчяй)
- Виденишкяйське (лит. Videniškių seniūnija; Виденишкяй)

Район містить 1 місто — Молетай; 5 містечок — Аланта, Балнинкай, Дубингяй, Гедрайчяй, Йонішкіс; 928 сіл.
Чисельність населення найбільших поселень (2001):
- Молетай — 7 221 осіб
- Гедрайчяй — 778 осіб
- Науясодис — 660 осіб
- Сугинчяй — 494 осіб
- Балнинкай — 470 осіб
- Аланта — 464 осіб
- Толеяй — 444 осіб
- Виденишкяй — 415 осіб
- Йонішкіс — 325 осіб
- Інтурке — 324 осіб

## Населення
Згідно з переписом 2011 року у районі мешкало 20 700 осіб.
Етнічний склад:
- Литовці — 90 % (18623 осіб);
- Поляки — 6,34 % (1313 осіб);
- Росіяни — 2,52 % (521 осіб);
- Білоруси — 0.22 % (45 осіб);
- Українці — 0,11 % (22 осіб);
- Німці — 0,08 % (17 осіб);
- Інші — 0,77 % (159 осіб).

Релігійний склад:
- 92,5 % католики
- 1,1 % старообрядці
- 1,0 % православні

## Економіка

### Промисловість
Частка району у промисловому виробництві литви становить 0,3 %. Найважливіші галузі промисловості — харчова (м'ясо, крохмаль, борошняні та кондитерські вироби), трикотажна, швейна (Молетайська філія компанії «Lelija»), деревообробна («Sodo namas»). Є будівельні компанії («Molesta», «Lakaja», «Melinga»). Промисловість зосереджена, в основному, у Молетаї.

### Сільське господарство
Сільськогосподарські землі займають 47 % території району, з яких 81 % — рілля, 17 % — луки і природні пасовища, 2 % — фруктові сади і плантації ягідних культур. Середній розмір господарств — 5,4 га. 49,8 % врожаю займають зернові культури, 29,2 % — багаторічні трави, 12,1 % — картопля. Частка району у тваринництві Литва складає 1,2 %, у виробництві молока — 1,6 % молока. Розводять 1,6 % всієї великої рогатої худоби, що розводиться в Литві, 5,5 % овець, 2,4 % коней, 1,1 % кіз, 0,8 % свиней.

## Транспорт
Через район проходить шосе Вільнюс-Утена. У Молетаї є аеродром Radžiūnuose.

## Туризм
Щороку район відвідує близько 160 000 туристів.